# Banco di macelleria
Il Banco di macelleria è un dipinto a olio su tavola (233x150 cm) di Pieter Aertsen, databile al 1551 e conservata nell'Universitatgemalde Sammlung a Uppsala.

## Descrizione e stile
La critica lo considera come il prototipo della rappresentazione delle scene di mercato: ancora è presente un pretesto religioso, una piccola fuga in Egitto nello sfondo, ma il soggetto principale è assolutamente il banco di un macellaio, con salumi, animali morti e carni appese, e un garzone al lavoro.
L'opera è un contrasto tra la dimensione materiale e quella spirituale, identificabili rispettivamente tra la carne e ogni bene materiale rappresentato e l'episodio biblico visibile sullo sfondo. Se pur limitato, il quadro ha un valore moralistico, educando l'osservatore alla durata limitata dei beni materiali a dispetto dei valori spirituali.